# 儒塞利諾總統鎮 (米納斯吉拉斯州)

儒塞利諾總統鎮（葡萄牙語：Presidente Juscelino），是巴西的城鎮，位於該國東南部，由米納斯吉拉斯州負責管轄，始建於1962年12月30日，面積697平方公里，海拔高度596米，2010年人口3,907，人口密度每平方公里5.61人。